# 高松市消防局
高松市消防局（たかまつししょうぼうきょく）は、香川県高松市の消防部局（消防本部）。綾歌郡綾川町及び木田郡三木町は高松市に常備消防事務を委託している。

## 沿革
- 1948年12月13日 高松市消防本部及び高松市消防署を開設する。
- 1954年8月 消防本部及び消防署が移転する。
- 1963年
  - 2月1日 救急業務を開始する。
  - 11月1日 東部消防隊を設置する。
- 1964年
  - 7月15日 消防本部に課制を導入する。
  - 12月1日 鶴尾消防隊を設置する。
- 1965年12月1日 香西消防隊を設置する。
- 1969年2月1日 高松市南消防署を東ハゼ町に開設し、2署体制となる。高松市消防署を高松市北消防署に改称する。仏生山出張所を開設し、東部消防隊及び香西消防隊が出張所に昇格する。鶴尾消防隊を廃止する。
- 1970年7月10日 川添出張所及び円座出張所を開設する。
- 1972年6月1日 救急車のサイレンを電子音（ピーポーサイレン）に取り替える。
- 1974年
  - 3月1日 山田出張所を開設する。
  - 7月1日 現在地に消防庁舎が落成し、消防本部及び北消防署を移転する。高松市消防本部を高松市消防局に改称する。
- 1979年4月1日 高松市東消防署を開設し、3署体制となる。東部出張所を廃止する。
- 1981年4月1日 高松市西消防署を開設し、4署体制となる。朝日分署を開設し、香西出張所を廃止する。
- 1982年10月1日 綾歌東部分署を開設する。綾歌郡綾上町、綾南町及び国分寺町の消防受託業務を開始する。
- 1983年10月1日 国分寺出張所を開設する。
- 1984年4月1日 太田出張所を開設する。
- 1993年12月22日 初の高規格救急車を北消防署に配備する。
- 2006年
  - 1月10日 木田郡牟礼町、庵治町、香川郡香川町、香南町及び綾歌郡国分寺町の高松市への編入合併に伴い、讃岐地区広域事務組合が解散し、高松市がその事務を継承する。
  - 讃岐地区広域消防本部を高松市消防局に統合し、讃岐地区広域消防署を高松市三木消防署に改称し、5署体制となる。
  - 3月21日 綾上町と綾南町が新設合併し綾川町が発足する。綾歌東部分署を綾川分署に改称する。
- 2008年3月 北消防署に高度救助隊（スーパーアロー）を発隊。阪神・淡路大震災以降に整備した高度救助資機材を更新、新たに電磁波人命探査装置、二酸化炭素探査装置、水中探査装置を導入した。
- 2010年4月1日 南消防署を高松市東ハゼ町17番地8から多肥下町に移転。太田出張所及び仏生山出張所を廃止する。南消防署旧庁舎跡地に高松市南消防署東ハゼ救急ステーションを開設する。
- 2011年
  - 2月22日 ニュージーランド南島地震災害に対して国際消防救助隊員2名を派遣し国際緊急援助隊救助チームの一員としてクライストチャーチで活動した。
  - 3月14日～21日 東日本大震災の被災地に緊急消防援助隊香川県隊として高度救助隊等を派遣し宮城県気仙沼市で捜索救助活動を行った。

## 組織
- 本部：総務課、予防課、消防防災課、情報指令課
- 消防署

## 主力機械
- 消防ポンプ自動車：14
- 水槽付消防ポンプ自動車：7
- はしご付消防自動車：1
- 屈折はしご付消防自動車：2
- 化学消防ポンプ自動車：2
- 救助工作車：2
- 化学機動車：1
- 電源照明車：1
- 指令車：5
- 原因調査車：1
- 広報車：12
- 調査車：1
- 査察車：8
- 救急自動車：18
- 救急普及啓発広報車：1
- 支援車：1
- 人員搬送車：1
- 資機材搬送車：7
- 小型動力ポンプ付水槽車：1
- 小型動力ポンプ：15
- 津波大規模風水害対策車：1
- 救急艇：1

## 消防署
| 消防署     | 住所                         | 分署                              | 出張所                                                         | 救急ステーション              |
| ---------- | ---------------------------- | --------------------------------- | -------------------------------------------------------------- | ----------------------------- |
| 北消防署   | 高松市宮脇町一丁目2番34号    | 朝日：高松市朝日町二丁目1番39号   | なし                                                           | なし                          |
| 南消防署   | 高松市多肥下町1530番地16     | 香川：高松市香川町川東上947番地1  | 円座：高松市円座町1035番地1 塩江：高松市塩江町安原上東390番地1 | 東ハゼ：高松市東ハゼ町17番地8 |
| 東消防署   | 高松市新田町甲984番地1       | 牟礼：高松市牟礼町牟礼3720番地328 | 山田：高松市川島本町191番地3                                   | なし                          |
| 西消防署   | 高松市香西南町603番地1       | 綾川：綾歌郡綾川町山田下1160番地1 | 国分寺：高松市国分寺町新名695番地4                             | なし                          |
| 三木消防署 | 木田郡三木町大字氷上373番地2 | なし                              | なし                                                           | なし                          |

- 廃止
  - 太田出張所：高松市松縄町29番地5
  - 仏生山出張所：高松市出作町字東原348番地6